# Folie Beaujon
Pour les articles homonymes, voir Beaujon.

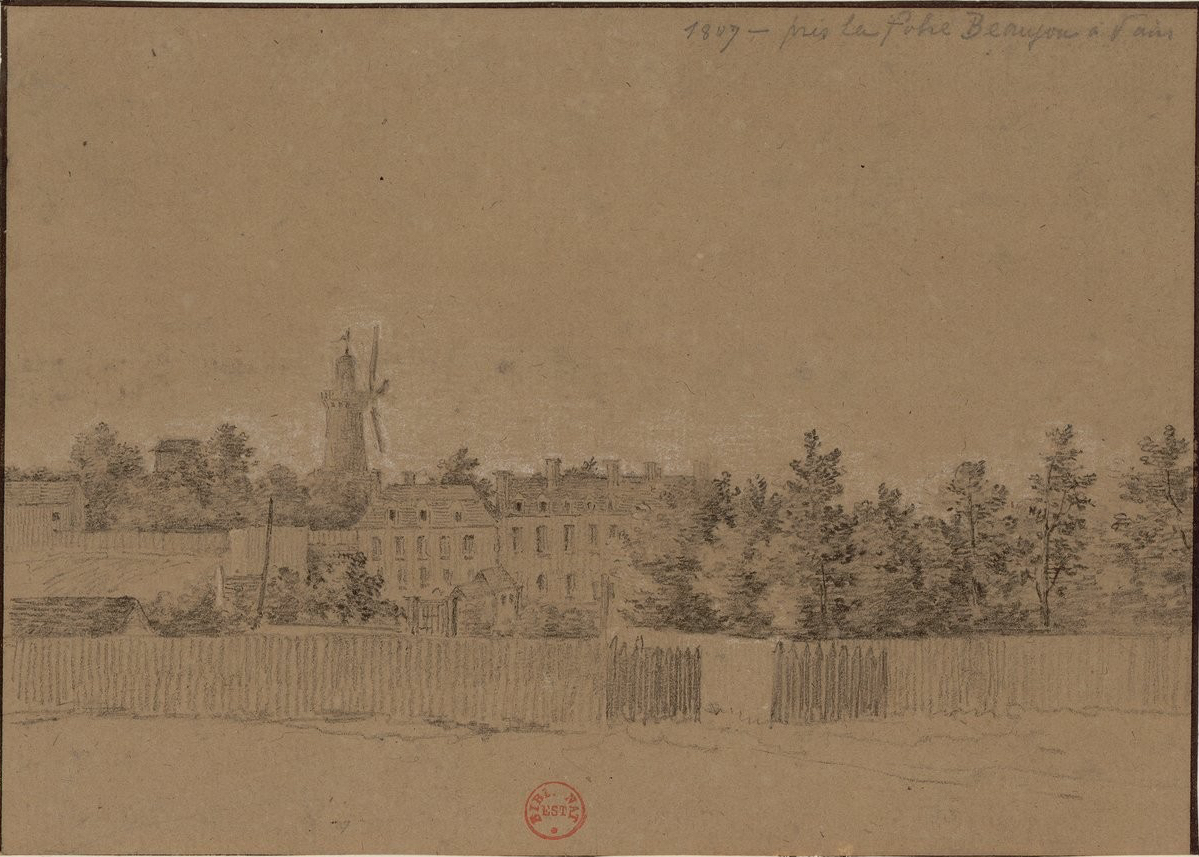
La folie Beaujon : le Moulin-Joli et, au premier plan, la basse-cour (?), 1807. Paris, Bibliothèque nationale de France, anc. coll. Destailleur.

La folie Beaujon était un domaine de plaisance aménagé entre 1781 et 1783 pour le financier Nicolas Beaujon à Paris, sur un terrain d'une superficie de douze hectares environ, compris entre les actuelles avenue de Wagram, place Charles-de-Gaulle, avenue des Champs-Élysées, rue Washington et rue du Faubourg-Saint-Honoré.
« Là, écrit André Maurois, sous le règne de Louis XVI, Nicolas Beaujon, libertin et philanthrope, avait fait construire une folie et un mausolée à coupole. Il y avait ajouté une petite maison destinée aux fêtes galantes, et dans la chapelle, il avait fait préparer la sépulture où il fut inhumé ».
En face de la folie, Nicolas Beaujon fait construire un hospice qui devient par la suite l'hôpital Beaujon (transféré dans les années 1930 à Clichy).

## La Folie au temps de Nicolas Beaujon (1781-1786)

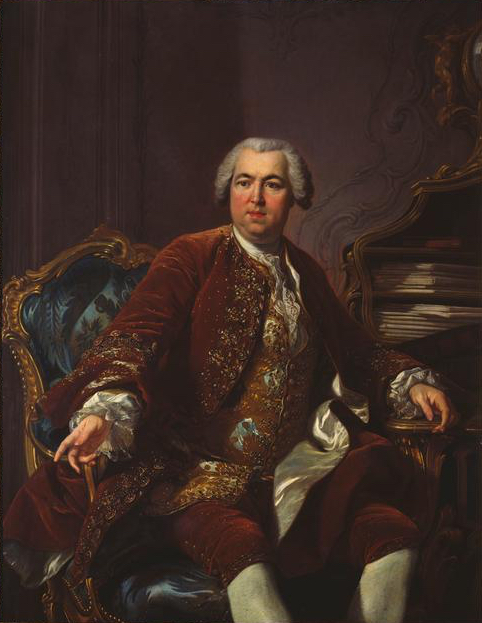
Nicolas Beaujon (1718-1786), créateur de la Folie Beaujon. Portrait par Louis-Michel van Loo. Abbaye de Chaalis.

Originaire de Bordeaux, allié par son mariage à plusieurs fermiers généraux, Nicolas Beaujon (1718-1786) passait pour l'un des hommes les plus riches de son temps. Il habitait depuis 1773 le Palais de l'Élysée, qu'on appelait alors hôtel d'Évreux. Veuf, sans enfants, il était physiquement diminué par la goutte qui le faisait terriblement souffrir. Aussi avait-il dû renoncer à la belle maison que Boullée lui avait aménagée à Issy, trop éloignée de Paris, qu'il vendit au duc de l'Infantado, pour se mettre en quête d'une maison de campagne proche de son domicile.
Au début des années 1780, il parvint enfin à trouver ce qu'il lui fallait : la campagne à deux pas du faubourg Saint-Honoré, autrement dit les derniers terrains libres au bout de la rue du Faubourg-du-Roule, que la construction de l'enceinte des Fermiers généraux ne tarderait pas à inclure dans Paris intra muros. Beaujon s'y fit bâtir une maison de plaisance ou folie.

### La constitution du domaine
Pour constituer sa propriété, Beaujon réunit, en plusieurs acquisitions, six parcelles imbriquées. Il ne put les acquérir toutes et dut se contenter d'obtenir, sur certaines d'entre elles, des baux à vie.
- Le 31 mai 1780, il fit acheter devant la cour des Aides par son fondé de pouvoir, Jean-Baptiste Barré, une vaste propriété de 5 arpents 46 perches, comprenant une maison, un grand jardin clos de murs et un terrain attenant situé au bout du jardin derrière les murs, d'une superficie de 24 septiers, vendue par les créanciers de Charles Châtelain, secrétaire du roi, décédé[3]. « C'est le noyau du domaine, sur lequel sera construit ce que l'on appelle le pavillon de la Chartreuse. »[4]
- Le 15 décembre 1780, il prit un bail à vie sur l'usufruit d'une étroite bande de terrain de 306 toises carrées, irrégulière et effilée[5], moyennant 300 livres de loyer par an[6]. Les propriétaires étaient le maître-charpentier Jean-Roch Guérin, le maître-maçon Latuille et le Sr Ringuier, propriétaires d'un vaste terrain entre les Champs-Élysées et la rue du Faubourg-du-Roule, qui avaient entrepris de la lotir et d'y ouvrir la rue Neuve-de-l'Oratoire (actuelle rue Washington). Cette parcelle représentait le surplus du terrain après le percement de la rue et elle était mitoyenne à l'ouest de la propriété de la famille d'Arcy.
- Le 15 juillet 1781, moyennant 150 livres par an, Jean-Roch Guérin céda en outre à Beaujon un terrain et une petite maison dépendant de la parcelle précédemment mentionnée et qu'il s'était primitivement réservé[7].
- L'acquisition de décembre 1780 n'avait de sens que si Beaujon était certain de pouvoir disposer également du terrain de la famille d'Arcy. Peu de temps après, en effet, le 10 janvier 1781, Richard Darcy, baron d'Arcy, maître de camp d'infanterie, et son fils, Richard Daniel Dominique, chevalier d'Arcy, Lieutenant au régiment de Bouillon, demeurant tous deux quai des Théatins, lui consentaient un bail à vie sur un grand terrain comportant une grande maison à porte cochère donnant par onze croisées de face sur la rue du Faubourg-du-Roule, avec cour, basse-cour, remises, écuries ; un terrain allongé ensuite, aboutissant à un jardin, deux potagers, une figuerie et un pavillon orné de glaces et de boiseries, que mettaient en valeur un fossé et, du côté sud, une allée plantée aboutissant aux Champs-Élysées, et enfin deux terrains, le second de 11 à 12 arpents, « dont partie est en luzerne et l'autre partie en grains », le tout pour un loyer annuel de 6 000 livres soit 2 000 pour la grande maison et 4 000 pour le surplus[8]. La famille d'Arcy laissait Beaujon entièrement libre quant à l'aménagement de la propriété, s'agissant notamment des murs de clôture, de la coupe des arbres, etc., tout devant leur faire retour à son décès, tout en précisant que : « Nicolas Beaujon aura la liberté de faire tels changements et distributions qu'il lui plaira au pavillon qu'il ne pourra cependant détruire. » Le financier, pour sa part, s'engageait à faire clore à ses frais le dernier terrain mentionné de murs en moellons de 7 pieds de haut.
- Le 24 novembre 1781, Beaujon acheta la propriété de Jean Louis Antoine Bailleux, intéressé dans les affaires du Roi, et Louise Joséphine Lemoyne, sa femme, pour la somme de 19 490 livres[9]. Cette parcelle, d'une contenance de 487 toises environ, comprenant quelques petits bâtiments en cours de démolition, tenait par devant à la rue du Faubourg-du-Roule, à l'ouest à la veuve Desplais et à l'est et par derrière de celle acquise par Beaujon en mai 1780, dans laquelle elle formait une enclave. Étaient exclus de la vente « les matériaux à provenir des démolitions des baraques et autres édifices existant sur ledit terrain, réservés aux vendeurs », qui furent expertisés le 22 décembre 1781[10]. C'est sur ce terrain que seront construits l'appartement des bains, les serres et la chapelle Saint-Nicolas-du-Roule.
- Le 28 février 1782, le financier loua à vie pour 600 livres par an l'usufruit d'un grand terrain de 7 arpents 8 perches, clos de murs, à Claude Brice Émery[11], qui laissait à son locataire la liberté de faire ce qu'il voudrait sur le terrain, tout devant revenir au propriétaire à la fin du bail[12]. Ce terrain prolongeait à l'ouest le terrain d'Arcy, dont aucune clôture ne le séparait, tandis qu'il était entouré sur les trois autres côtés de murs que le financier venait de faire construire à ses frais pour clore ses propres terrains.
- Le 26 juillet 1782, Beaujon prit un bail à vie sur un terrain de 2 arpents appartenant à Pierre Adrien Lamare, procureur à la prévôté du Roule, pour 450 livres par an[13]. On signale alors sur ce terrain, dont il est indiqué que le locataire pourra faire ce que bon lui semblera, un petit donjon à l'angle de la rue Neuve-de-l'Oratoire projetée et des Champs-Élysées.

Au bout du compte, en deux ans, Beaujon avait constitué un domaine d'un seul tenant de plus de 12 hectares entre la rue Neuve-de-l'Oratoire (actuelle rue Washington), les Champs-Élysées, place de l'Étoile (actuelle place Charles-de-Gaulle) et la rue du Faubourg-du-Roule.
Ces terrains étaient alors peu construits. Beaujon conserva, comme le bail le stipulait, le petit pavillon du grand jardin de la propriété d'Arcy, mais il conserva aussi la maison sur la rue du faubourg. En revanche, il démolit les constructions situées sur les deux terrains lui appartenant en pleine propriété où il fit élever les bâtiments de sa « folie ».

### La chartreuse
La chartreuse Beaujon était un pavillon, la principale construction de la Folie Beaujon, bâtie sur les plans de l'architecte Nicolas-Claude Girardin. Le coût de construction s'éleva à 85 000 livres. Beaujon avait rencontré l'architecte, collaborateur d'Étienne-Louis Boullée, à l'occasion des travaux que ce dernier avait effectués pour lui au palais de l'Élysée.
En 1783, le propriétaire y recevait le comte et la comtesse de Provence. Selon Madame d'Oberkirch :

« La maison de M. Beaujon, qu'il appelle son ermitage, est un bâtiment situé au milieu d'un jardin à l'anglaise, qu'il a fait planter dans un vaste terrain près de la grille de Chaillot, aux Champs-Élysées. C'est une vraie campagne, avec une ménagerie, une laiterie, et même une chapelle. La maison est meublée magnifiquement, de meubles anciens surtout et des vernis Martin admirables. On nous montra un escalier en bois d'acajou et une table à manger du même bois de trente couverts. Je ne dis rien des statues, des tableaux, des objets curieux qu'on trouve à chaque pas ; il faudrait un catalogue. La bibliothèque est célèbre ; on y voit les éditions les plus rares. Les princes de la famille royale ont tous donné leur portrait à M. Beaujon, je ne sais à quel titre ; peut-être est-ce à cause de la beauté de ses salons, qui ne sont pas fort grands, mais où tout est soigné, tout est splendide, jusqu'aux plus petits détails. »

— Baronne d'Oberkirch, Mémoires sur la cour de Louis XVI et la société française avant 1789

#### Situation
Le pavillon de la chartreuse était éloigné de la rue. On entrait dans le domaine par un portail semi-circulaire aménagé dans le mur de clôture sur la rue du Faubourg-du-Roule. Il était percé d'une porte cochère qualifiée de « baie flamande », flanquée de deux pilastres.
Passé cette porte, on se trouvait devant une allée plantée de quatre rangées d'ifs et de tilleuls, entre deux murs bas au centre desquels s'ouvraient deux portes fermées par des grilles. Celle de gauche desservait l'orangerie et celle de droite la basse-cour. Au bout de l'avenue se trouvait une étoile d'où l'on apercevait le pavillon, entouré de bosquets, d'allées sinueuses, de pelouses et de statues en marbre ou en pierre, pour la plupart grandeur nature.

#### Les extérieurs
Le marché passé le 16 juillet 1781 pour la construction d'un « petit pavillon » était accompagné d'un plan montrant une élévation du bâtiment du côté de la cour. La façade comprenait un arrière-corps central de trois travées cantonné de deux pavillons d'une travée chacun, sommés de pignons triangulaires. Aux extrémités latérales, la construction est flanquée de deux autres pavillons plus bas qui achèvent la composition. Les murs sont réalisés en pans de bois et le toit est couvert en tuiles à l'exception des deux petits pavillons latéraux qui sont en ardoise. Le marché précise que : « Les murs de face de refend seront construits en moellon hourdé et ravalé en plâtre ; la première assise des murs de face sera en pierre dure […] le surplus sera en brique et bois feintes sur lesdits murs de face, à la manière flamande ».
Lors de la réalisation, la construction sera quelque peu simplifiée. Les pignons et les pans de bois sont abandonnés au profit de classiques toitures en pavillon et de murs en brique et harpages de pierre feints, signalés dans une description de 1787 : « tous les remplissages sont construits en moellons et plâtre enduits et ravalés en brique, ledit enduit avec joints figurant la brique ».
Bâti selon un plan compact, double en profondeur, le pavillon est élevé sur un étage demi-souterrain abritant les offices, selon une disposition qu'on trouvait plus fréquemment aux XVIe et XVIIe siècles, et se compose d'un rez-de-chaussée haut auquel on accède par un perron, double côté cour et simple côté jardin, renfermant l'appartement principal composé de six pièces, complété par un entresol. Seul l'avant-corps à pans coupés du côté du jardin comportait un premier étage, carré et renfermant la chambre principale. La façade en brique de style hollandais était garnie de statues et de niches et le comble comportait de nombreuses brisures censées lui donner un aspect rustique.

« Le grand pavillon de la chartreuse est un spécimen tout à fait remarquable du courant “rustique” de l'architecture sous Louis XVI, courant qui s'apparente au pré-romantisme. Loin des théories sévères et des débats sur la finalité de l'architecture dans la civilisation, qui agitent les esprits, il vise au contraire à la grâce, l'agrément pur, le charmant. Cousin des tableaux d'Hubert Robert, ce style utilise l'ogive, le toit en pagode, la barrière de bois. On trouve un écho de ce genre au pavillon subsistant du parc Balbi à Versailles, aménagé par Chalgrin pour Monsieur, aux fabriques du parc de Mauperthuis de Brongniart, et bien sûr au hameau de Trianon à Versailles : mais celui-ci est postérieur à la chartreuse. »

— Alexandre Gady, « Folie Beaujon et Chapelle Saint-Nicolas », Rue du Faubourg-Saint-Honoré

#### Les intérieurs

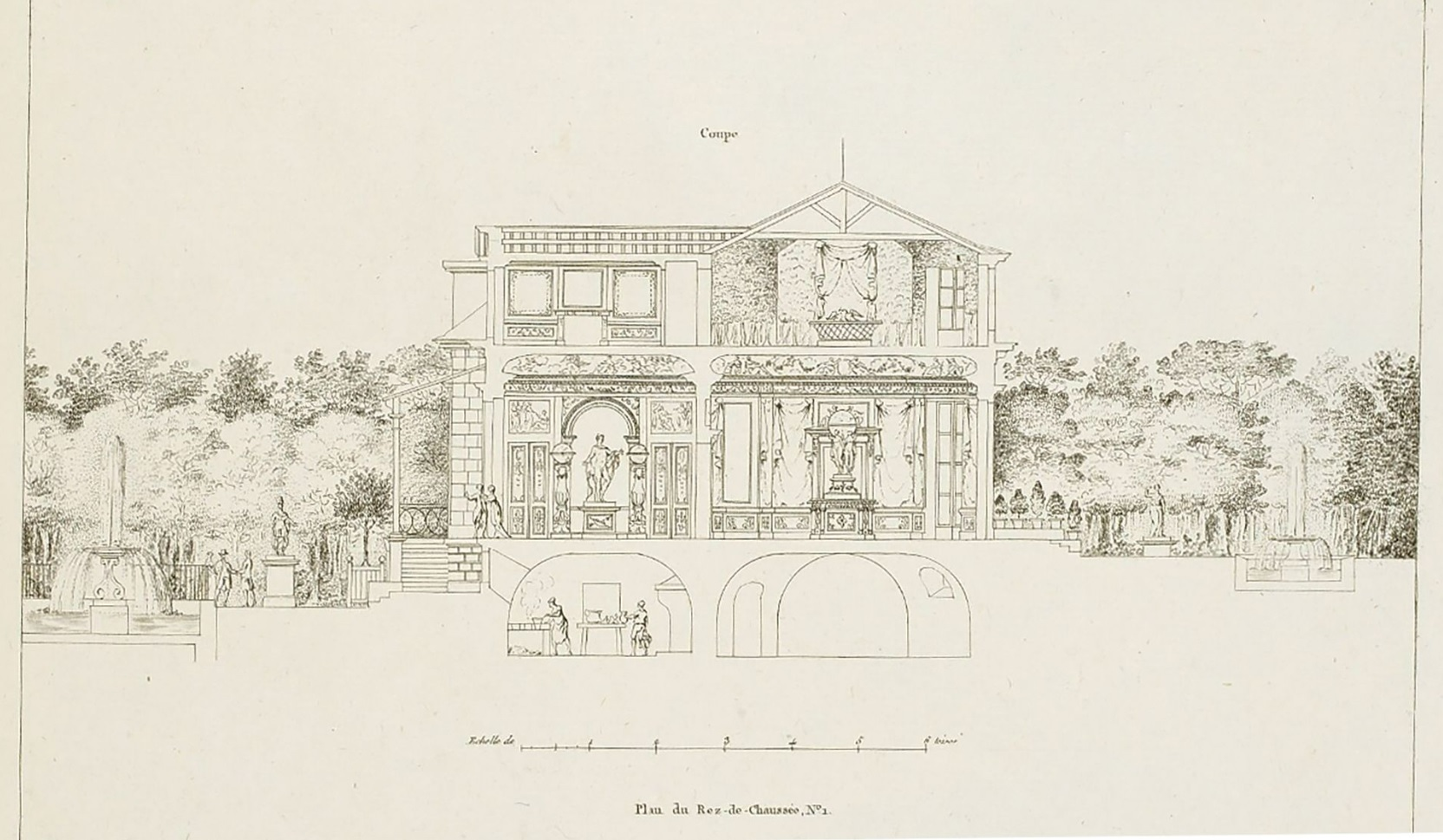
Plan du rez-de-chaussée de la Folie Beaujon, 1801.

La décoration intérieure réalisée en partie par Le Barbier, Boquet etc., fut considérée par les contemporains comme extraordinaire. Au rez-de-chaussée, on trouvait un billard, un salon de compagnie, une salle à manger et une chambre entièrement tendue de soie jaune. Elle est décrite dès 1787 dans le Guide de Luc-Vincent Thiéry :

« Le Pavillon de la Chartreuse […], construit dans le genre des fermes hollandaises, est isolé des autres corps de bâtiment et contient un appartement complet. Un escalier à deux rampes conduit à l'antichambre d'où l'on passe à une charmante salle de billard [...] sur la droite de laquelle est un joli boudoir. À gauche est le salon d'un plan octogone. [...] De cette pièce, vous passez dans la chambre à coucher, meublée d'une magnifique étoffe jaune. De petits amours peints dans le milieu du plafond qui est en voussure, paraissent enlever dans les airs les extrémités de cette étoffe. Dans le cabinet à droite de l'alcôve est une petite table carrée, dont le dessus est recouvert en compartiments du plus beau burgau. L'autre porte, à gauche, conduit à un petit escalier à vis à jour, exécuté en bois d'acajou, qui conduit à plusieurs petites pièces très agréables, pratiquées ingénieusement dans les combles : on y verra avec plaisir et surprise celle représentant un bosquet charmant, au milieu duquel est placé une corbeille de fleurs, renfermant un lit [...] En descendant, vous trouvez au pied de l'escalier, à droite, une jolie chambre à coucher, dont le lit et la tenture sont en satin blanc chiné. Au sortir de cette pièce, vous entrez dans la salle à manger, décorée en stuc [...] Toutes ces pièces sont ornées de superbes vases de porcelaine de Sèvres, de flambeaux et pendules de marbre et bronze doré du meilleur goût et supérieurement exécutés. Dans les souterrains de ce pavillon sont pratiqués les cuisines, offices et autres accessoires. Une pareille distribution dans un si petit espace est une preuve du talent de M. Girardin, architecte de M. de Beaujon »

— Luc-Vincent Thiéry, Guide des amateurs et des étrangers voyageurs à Paris.
L'inventaire après décès de Nicolas Beaujon, dressé en 1786, permet de préciser l'ameublement et la décoration des différentes pièces de la chartreuse :
- Salle de billard : « Le plafond, note Thiéry, a été peint par M. Le Barbier, peintre du Roi. Cet artiste a également orné les lambris de quelques figures grandes comme nature. Un superbe billard de bois d'acajou occupe le milieu de cette pièce [...] »[20]. Selon l'inventaire après décès : « un billard de 11 pieds de long monté en acajou et son surtout en taffetas vert usé », douze chaises de même avec dossier en forme de lyre, trois guéridons avec dessus de marbre, une table de piquet d'acajou et « une table de jeu quarrée (sic) de bois de rose couverte en drap contenant intérieur un tric-trac garni d'ebenne (sic) et ses dames d'ebenne et d'ivoire, et deux goblets (sic) de cuir ».
- Boudoir ou petit salon (attenant à la salle de billard) : « 2 fauteuils en cabriolet couvert de peckin (sic) fond blanc et cartouches de fleurs et 5 parties de tentures et 2 petits morceaux aussy de peckin peints de sujets de paysage à figure de chine encadrée de baquettes (sic) peintes en gris. »[21]
- Salon octogonal : « Ce salon, très décoré, indique Thiéry, renferme quelques tableaux précieux, tels que d'excellents portraits par Porbus (sic), Grimoux et Santerre ; on y voit aussi des tableaux de MM. Machy (sic), Boucher et autres. Le plafond de cette pièce est de M. Bocquet, décorateur des Menus Plaisirs. »[22] Selon l'inventaire après décès on y trouve : « 2 petits canapés, 12 fauteuils à bras, 3 chaises d'acajou sculpté à dossiers quarrés à jour, pied en gaine, couvert de peckin vert d'eau, 3 rideux de croisées en 6 parties de peckin aussi », deux guéridons en acajou avec tablette de marbre blanc, « 6 fauteuils en cabriolet couverts de peckin brosé en chenile, 6 chaises en voyeuse de ceine (sic) peint façon d'acajou, dossier en lyre ».
- Salle à manger : une table ovale en acajou, deux fauteuils et dix-huit chaises en acajou à dossier lyre[21]. « Le plafond est de M. Barbier, qui a peint aussi de charmants paysages dans les enfoncements parallèles aux croisées. Sur la glace en face de la cheminée est peinte une nymphe formant fontaine. »[23]
- Chambre de la corbeille : « une couchette en corbeille, bois doré à jour, formant panier avec deux anses, le surtout (ou courte-pointe) dudit lit, le revers de ladite corbeille, quatre montants et un tour de ciel en draperies de velours de coton peint en gris d'herbe figurant ds roses, chefrefeuilles (sic), arbres et draperies, parties doublée de taffetas cramoisi, la tenture de la calotte du dit lit de même étoffe formant un ciel nuagé, les rideaux intérieurs de taffetas lilas, avec agréments et glands, le tout de soye (1 000 £). »[21] « Quatre arbres, dont la verdure s'étend sur partie du plafond peint en ciel, semblent ombrager cette corbeille, et supportent des draperies suspendues à leurs rameaux. Sur les stores de taffetas qui couvrent les croisées dans l'intérieur de cette pièce, sont de charmants paysages exécutés avec beaucoup de légèreté et de goût par M. Sarrazin, habile paysagiste. La porte par où l'on entre dans cet endroit délicieux, remplacée par une glace, vous laisse ignorer comment vous y êtes parvenu. »[24] « 10 chaises de canne avec dossiers scultpés (sic) en forme d'éventail peints en vert. 3 stores intérieurs en taffetas peints en paysage. »[21]

La chartreuse Beaujon fut l'objet d'une intense curiosité. Les imaginations échauffées supposèrent que s'y déroulaient des fêtes qu'on imaginait fort galantes. Il semble en tout cas certain que si fêtes il y eut, le financier, déjà fort malade et qui allait disparaître en 1786, n'y participait guère. Comme le rapporte la baronne d'Oberkirch :

« La vie de ce financier est, à ce qu'on assure, des plus singulières. Il était malade, et il lui était défendu de manger autre chose qu'une sorte de brouet au lait sans sucre. Il donnait des dîners dignes de Comus, il voyait manger ses convives, il sentait l'odeur des mets, et il ne touchait à rien. Il était entouré des plus jolies femmes de Paris, qui le traitaient tout à fait sans conséquence ; elles le lutinaient et l'agaçaient sans cesse. La moindre galanterie lui était défendue, les émotions lui étaient interdites. Le soir sa maison était pleine d'une joyeuse compagnie, le souper était étincelant, les mots et les bouchons se croisaient. Pendant ce temps, le propriétaire, ce Crésus envié de tous, était condamné à se mettre au lit, où il ne dormait pas à cause de ses souffrances. Ces dames se relayaient autour de lui, et l'une après l'autre le berçaient de leurs chansons, de leurs histoires, de leurs propos. D'où le nom de berceuses de M. de Beaujon, qu'on leur donna fort généreusement. Du reste, c'était un homme excellent, faisant un bien infini, et employant sa fortune en bonnes œuvres. »

— Baronne d'Oberkirch, Mémoires sur la cour de Louis XVI et la société française avant 1789
Les Mémoires secrets, en date du 16 août 1783, se montrent assez critiques :

« M. Beaujon, si renommé pour ses richesses, a acheté depuis quelques années un vaste ensemble de terrains à la grille de Chaillot, d'environ cent arpents, qu'il a fait enclore pour y former des jardins à l'anglaise. Il y a fait en même temps construire un petit bâtiment dans le goût de Bagatelle, et il a appelé cela son « ermitage ». Son projet paraît avoir été d'en faire un cadeau après sa mort à Monsieur, Frère du Roi. Depuis quelque temps, le bruit en courait ; on ignorait si cette Altesse royale accepterait. On regarde aujourd'hui comme une espèce de prise de possession anticipée de ce lieu une visite que ce prince y a faite vers la fin de juillet. Il y est allé avec Madame et leur suite, au nombre de quatorze ou quinze convives, qui ont été traités par M. Beaujon. Le malheureux n'a pu jouir de son bonheur lui-même et était au lit pendant ce temps-là. Depuis cette époque, c'est une fureur de voir l’« ermitage » ; mais on ne peut y entrer sans un billet signé du maître.
On n'y observe rien de singulier ni de remarquable qu'un lit fait en corbeille au milieu d'une chambre et où tout dans l'embellissement est analogue à cette idée primitive ; il ne manque qu'une Flore ou une Pomone pour y coucher. Une table en bois d'acajou de vingt-cinq couverts est encore précieuse, ainsi qu'un escalier du même bois. Une autre bizarrerie du lieu, quoique essentielle à un ermitage, c'est une chapelle. Quant au jardin, à la laiterie, à la ménagerie et autres détails domestiques, ils n'approchent pas de ceux de Tivoli, de M. Boutin, dont on a parlé il y a dix ou quinze ans. »

### Le pavillon des bains, les communs

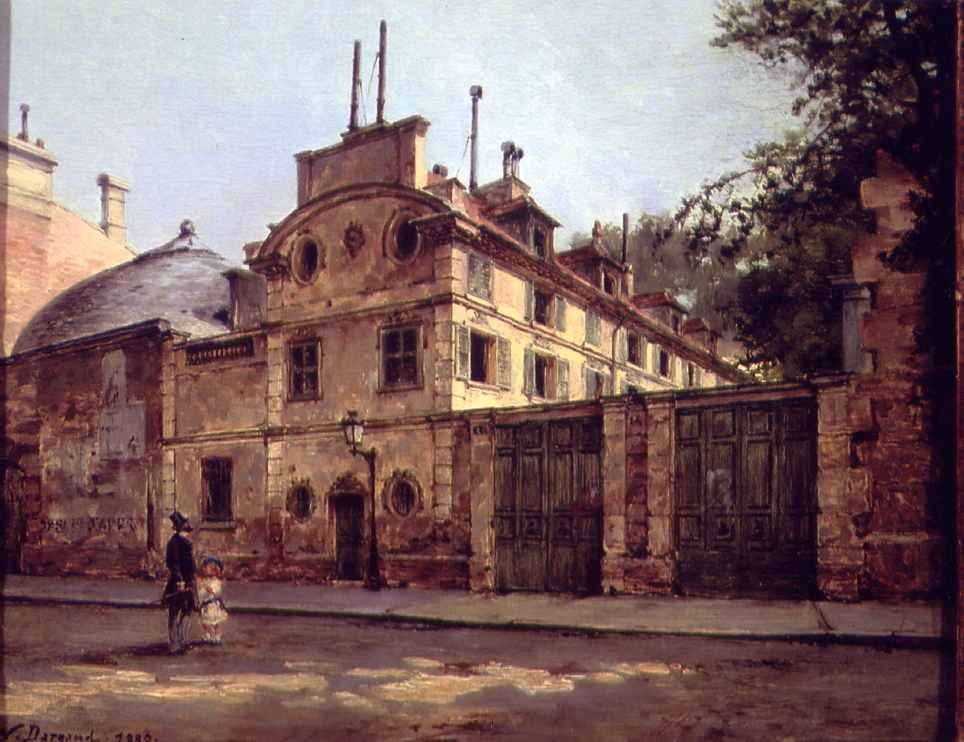
La maison de Balzac, rue Fortunée, ancien pavillon des bains de la Folie Beaujon. Avec à gauche la chapelle Saint-Nicolas. Peinture de Paul-Joseph-Victor Dargaud, 1889.

Les communs se composaient de trois corps de bâtiments formant un U autour de la basse-cour, à main gauche en entrant dans le domaine. Ces bâtiments se composaient chacun d'un rez-de-chaussée et d'un étage. En face se trouvaient les serres et, perpendiculairement à l'allée, le pavillon des bains.
Celui-ci était un édifice simple en profondeur, constitué d'une enfilade de pièces, et élevé de deux étages. L'appartement des bains comprenait une antichambre, un salon, une chambre à coucher en rotonde, un cabinet de toilette et, dans une pièce à côté, une baignoire en cuivre peinte en faux-marbre, avec un dessus-de-baignoire imitant un lit. Les étages comprenaient plusieurs appartements complets.
Le pavillon des bains disposait d'une communication directe avec la chapelle Saint-Nicolas construite à proximité.
C'est dans cette dépendance de la Folie Beaujon, détachée du domaine et achetée le 28 septembre 1846, qu'Honoré de Balzac fit aménager son dernier « palais » de la rue Fortunée, au 22 de l'actuelle rue Balzac.
La folie Beaujon comportait trois serres dont une chauffée renfermant au moment du décès du financier en 1786 douze gros figuiers en caisse, quarante-deux orangers, des centaines de pots de fleurs (œillets, lilas de Perse, giroflées). Le jardin comprenait également une melonnière et une figuerie.

### La chapelle Saint-Nicolas-du-Roule
Beaujon fit construire, toujours par Nicolas-Claude Girardin, la chapelle Saint-Nicolas-du-Roule, succursale de Saint-Philippe-du-Roule, attenante à la chartreuse et qui devait recevoir sa sépulture. L'entrée de la chapelle se trouvait située rue du Faubourg-du-Roule, à peu près à l'angle de la rue Balzac et de la rue du Faubourg-Saint-Honoré.
C'était un édifice de plan rectangulaire et d'une grande simplicité à l'extérieur. La façade comportait un mur nu orné simplement de refends, couronné d'un fronton triangulaire. Elle était percée d'une porte cantonnée de deux colonnes doriques, et surmontée de deux anges dus au sculpteur Vallé.
À l'intérieur, la chapelle était pourvue d'une courte nef, surmontée d'une voûte à caissons éclairée par une lanterne carrée, ornée de deux rangées de cinq colonnes doriques isolées formant galeries latérales dont les murs étaient garnis de niches au-dessus d'un stylobate.
Elle comportait un chœur circulaire couvert d'une coupole à caissons percée d'un oculus et orné d'un péristyle de huit colonnes cannelées décoré d'un ordre ionique. L'autel, également de forme circulaire, était placé au centre du chœur. Quatre grandes niches cantonnaient la rotonde, décorées de caissons octogonaux.
Cette réalisation fut très admirée par les contemporains mais, curieusement, il n'en existe que fort peu de représentations. Jacques-Guillaume Legrand et Charles Paul Landon dans leur Description de Paris et de ses édifices donnent seuls une vue de la façade, et ne tarissent pas d'éloges sur l'édifice qu'ils jugent « un des triomphes du bon goût » et placent « au nombre des plus agréables productions de notre architecture ». Ils observent que : « Girardin eut le bonheur d'exécuter des premiers et dans le même projet deux pensées prises de l'antique, une basilique et un temple rond périptère ; pensées dont tous les jeunes architectes s'efforçaient alors de remplir leur portefeuille pour opposer ces études au style maniéré des Mansard (sic), que le professeur Blondel vantait beaucoup dans ses leçons. »
Beaujon avait destiné sa chapelle à servir de succursale à Saint-Philippe-du-Roule, mais aussi à son usage privé, grâce à un accès direct ménagé depuis sa folie, à travers l'appartement des bains. « La communication directe entre la chartreuse et la chapelle était assurée par deux portes ouvrant l'une derrière l'autel, l'autre dans la galerie supérieure du sanctuaire. » La rotonde du chœur était réservée au financier et une grille de fer la séparait de la nef.
La chapelle fut terminée en 1783 et inaugurée par une messe solennelle le 6 décembre 1783. Le 6 août 1785, afin de doter d'une chapelle l'hospice qu'il venait de créer (V. ci-dessous), Beaujon en fit don à cette fondation, ainsi que le mobilier sacré, sous les conditions que les fidèles iraient à la messe par la grande porte sur la rue, qu'une messe serait dite quotidiennement, que les propriétaires de la chartreuse n'auraient pas d'entretien à payer, et qu'ils conserveraient un accès privilégié dont ils auraient la clef. Cette disposition fut toujours respectée, sauf pendant la Révolution, la municipalité ayant ordonné la suppression de la communication ; Balzac en bénéficia après avoir acheté en 1846 l'ancien pavillon des bains. Il déclara alors à Victor Hugo :

« J'ai la maison de M. de Beaujon, moins le jardin, mais avec la tribune sur la petite église du coin de la rue. J'ai là, dans mon escalier, une porte qui s'ouvre sur l'église : un tour de clef, et je suis à la messe. Je tiens plus à cette tribune qu'au jardin. »

— Honoré de Balzac
En 1795, la chapelle fut fermée. Elle fut autorisée par Napoléon Ier comme chapelle privée par décret impérial du 9 germinal an XIII (29 mars 1805). Elle fut rendue au culte public comme succursale de Saint-Philippe-du-Roule le 6 décembre 1826.
« Le curé de Saint-Philippe-du-Roule avait permis que le cercueil d'Honoré de Balzac fût exposé pendant deux jours dans la chapelle Beaujon. Le service funèbre fut célébré le 21 août 1850. »

### Les jardins

#### La statuaire

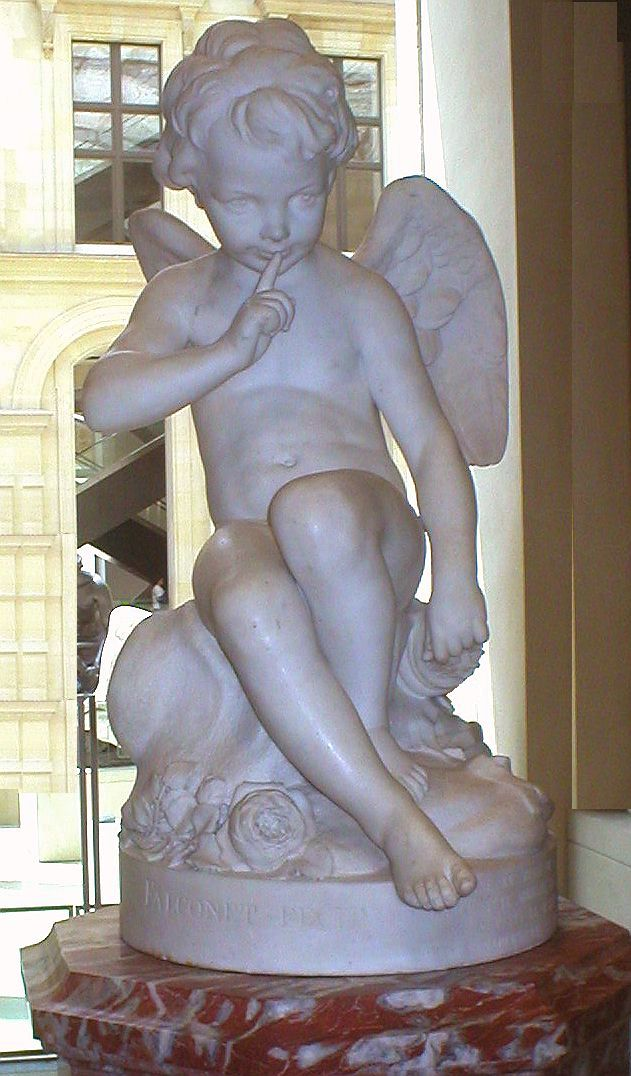
L’Amour menaçant de Falconet.

Les avenues, bosquets et allées, où se trouvaient douze bancs peints en vert pour le repos, étaient ornées de statues :
- dans l'avenue d'entrée : deux saisons, deux sphinx ;
- dans la demi-lune : quatre figures en marbre : Apollon, Diane, Vénus, une femme grecque ;
- dans un bosquet : « un amour en marbre blanc représentant le silence, fait par Barbieux d'après Falconnet » ;
- sur le perron : deux bustes d'empereurs et « quatre vases de belle forme » ;
- dans le grand bosquet du côté de la chapelle : quatre bustes grandeur nature de héros modernes dont le maréchal de Saxe, le cardinal de Fleury, le chancelier d'Aguesseau ;
- la Baigneuse de Falconnet copiée par Barbieux, une statue de Flore[37].

#### Le Moulin-Joli
Les circonstances de la construction du fameux « Moulin-Joli » ne sont pas complètement éclaircies. Selon Krafft et Ransonnette, il aurait été construit par l'architecte Pierre-Adrien Pâris et achevé en 1786. Toutefois, il n'est pas mentionné par Thiéry dans son Guide de 1788, pas plus que les ventes et expertises de 1787.
Cette célèbre fabrique de jardin se présentait comme un véritable moulin, au fût en tour gothique, situé sur une éminence, dont les ailes entraînaient une pompe à eau alimentant des cascades. Il se situait à peu près au carrefour actuel de la rue Balzac et de la rue Beaujon.
Elle a été souvent représentée : sur le lavis anonyme daté de 1807 reproduit ci-dessus ; sur un tableau d'Antoine-Patrice Guyot daté de 1827 et conservé au musée Carnavalet ; sur une eau-forte de Martial Potémont de 1850, peu avant sa démolition.

## La folie Beaujon après Beaujon
Nicolas Beaujon mourut le 20 décembre 1786 au palais de l'Élysée et fut inhumé à la Madeleine. En 1787, son corps fut ramené pour être déposé, conformément à ses volontés, dans la chapelle Saint-Nicolas qu'il avait fondée. Son épitaphe indiquait :

« Ici repose le corps de Messire Nicolas Beaujon, conseiller d'Etat, fondateur de cette chapelle et de l'hospice en faveur des enfants orphelins et des écoles de charité de la paroisse Saint-Philippe-du-Roule, décédé le 20 décembre 1786 âgé de soixante-huit ans. Priez Dieu pour lui. »

Beaujon n'ayant pas d'enfant et sa femme étant morte avant lui, il laissait pour héritiers ses deux frères, prénommés tous les deux Jean-Nicolas, chacun pour un tiers et la moitié de l'usufruit, et les enfants de sa sœur, Jacques-Bernard de Balan et Catherine de Balan, épouse de Pierre Carteau, pour un sixième chacun. Par ailleurs, les biens donnés en bail à vie faisaient en principe retour à leurs propriétaires, en l'occurrence Emery, Lamare, Guérin et d'Arcy. Afin de délimiter ces terrains et d'évaluer la possibilité de partager la chartreuse, une visite-expertise eut lieu le 16 avril 1787 sous la conduite de l'architecte-expert Petit, qui conclut à l'impossibilité de partager la propriété. Après que les terrains d'Arcy (17 arpents 18 perches), Émery (7 arpents 8 perches), Lamare (2 arpents) et Guérin (34 perches) eurent fait retour à leurs propriétaires, celle-ci fut donc vendue aux enchères le 19 septembre 1787.

### La chartreuse

#### Pierre-Jacques Bergeret de Grancourt (1787-1796)
Moyennant une somme de 100 500 livres, la chartreuse proprement dite fut adjugée à un Sr Charpentier, agissant pour le compte de Pierre-Jacques Bergeret de Grancourt (1742-1807), receveur général des finances de la généralité de Montauban, fils du fermier général Pierre Jacques Onésyme Bergeret de Grancourt (1715-1785), l'ami intime du peintre Fragonard.
Il obtint des lettres de ratification le 14 janvier 1788, vendit le magnifique hôtel qu'il occupait au Marais, au bout de la rue du Temple, et s'installa à la Folie Beaujon qu'il fit transformer par l'architecte Pierre-Adrien Pâris.
Sous la Révolution française, l'État songea à acquérir le domaine pour le transformer en jardin public où aurait été édifié un Temple de la Liberté, mais le projet n'eut pas de suite[réf. nécessaire]. Le 19 nivôse an IV (8 janvier 1796), Bergeret, alors établi à Nogent, vendit, par l'intermédiaire de son procureur Jean-Joseph Dufraisse, la propriété meublée à deux négociants associés depuis le 5 germinal an III, Pierre-Vincent Piau et Antoine Conseil, pour 67 200 livres.

#### Les Vanlerberghe (1797-1837)

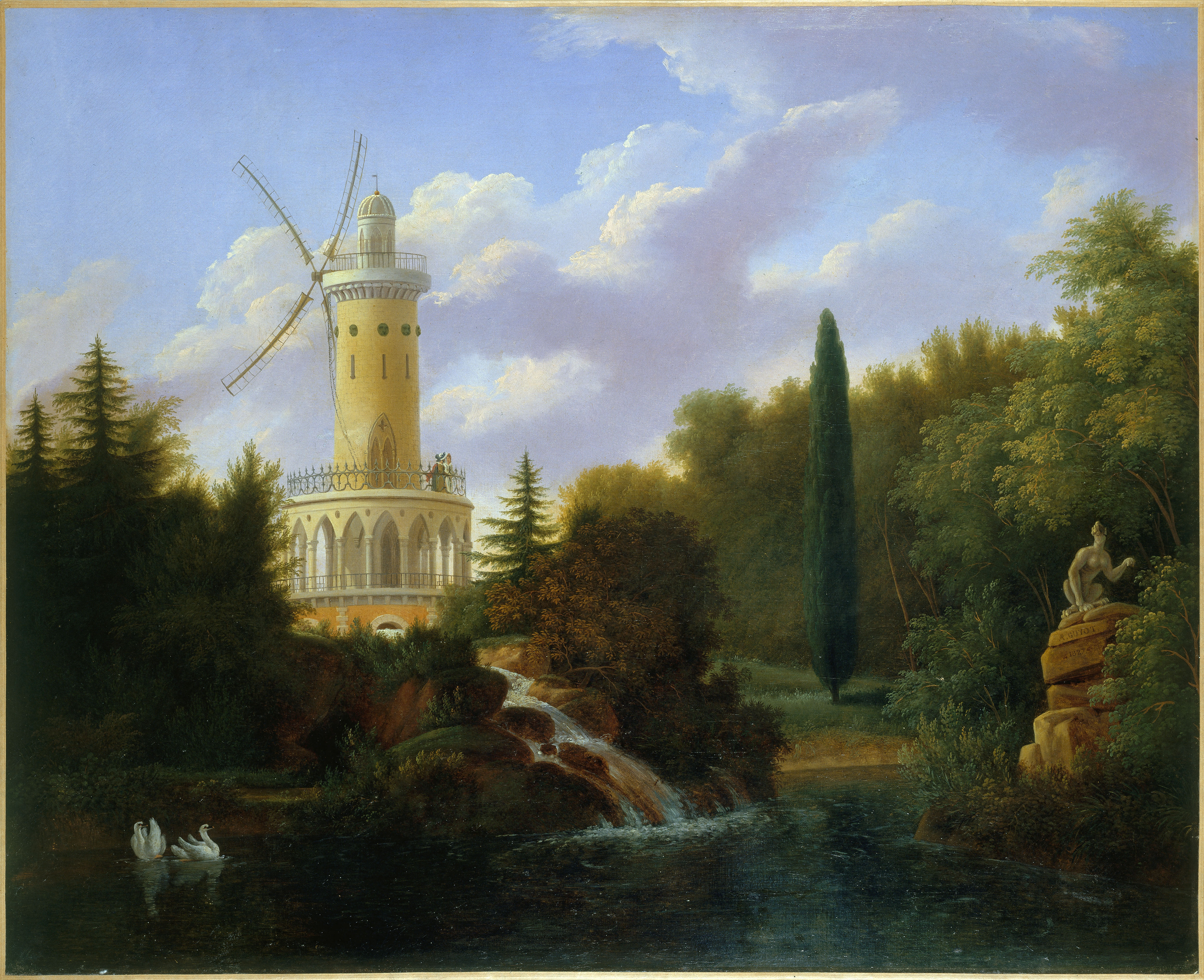
Le moulin de la folie Beaujon en 1827 - Antoine-Patrice Guyot (musée Carnavalet)

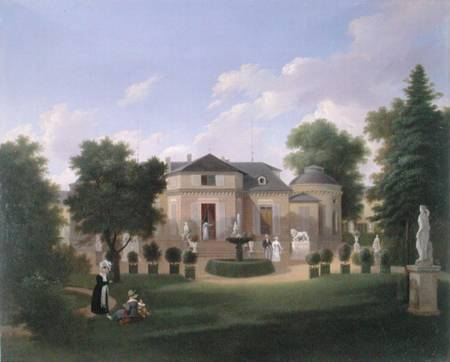
La chartreuse Beaujon, vers 1830. École française du.

Dès le 12 vendémiaire an V (13 octobre 1796), ceux-ci la revendaient à Barbe Rosalie Lemaire, épouse du négociant Ignace-Joseph Vanlerberghe, moyennant 110 000 livres en métal au titre de 1790 soit 80 000 pour l'immeuble et 30 000 pour les meubles figurant sur la liste jointe et « les glaces, boiseries, armoires et effets ». « La description, assez précise, montre que le pavillon de la chartreuse était alors intact. »
Ignace Vanlerberghe était un négociant enrichi comme fournisseur aux armées. Grâce aux guerres de la Révolution et de l'Empire, il devait connaître une ascension très rapide. Le couple s'installa à la chartreuse où il donna des fêtes. Pour convenance d'affaires, les Vanlerberghe divorcèrent le 26 vendémiaire an VIII (11 octobre 1799), l'ex-Madame Vanlerberghe restant seule propriétaire de la chartreuse.
Celle-ci procéda à un certain nombre d'acquisitions permettant d'agrandir le domaine. Dans les années 1798-1800, elle fit agrandir et décorer à neuf la chartreuse par l’architecte Coffinet, pour y installer sa famille. C'est sans doute cet architecte qui construisit les deux pavillons circulaires en forme de tours, coiffés de coupoles aplaties renvoyant à celle de la chapelle Saint-Nicolas, qui flanquèrent la façade. Les murs de ces parties neuves étaient ornés de refends avec pierres découpées et percés de fenêtres et de niches ornées de statues et de bustes, dans un style rappelant l'avant-corps sur jardin de l'hôtel de Salm, construit par Pierre Rousseau. L'ensemble de l'édifice est rhabillé en crépi clair décoré de léger refends en place des briques de « style hollandais ». Krafft et Ransonnette illustrèrent dès 1801 la maison et les décors, notamment un curieux boudoir néo-gothique.
En compagnie d'Ouvrard, Vanlerberghe fit banqueroute en 1811, mais la chartreuse, appartenant à son ex-femme, ne fut pas saisie : c'est là qu'il mourut à la fin de 1819. Il laissait comme héritiers ses quatre enfants : ses trois filles renoncèrent à l'héritage qui échut à leur frère, Aimé Eugène ; celui-ci ne l'accepta que sous bénéfice d'inventaire. L'un des créanciers, Séguin, tenta de faire annuler le divorce de l'an VIII pour pouvoir faire saisir la chartreuse, mais sa mort interrompit l'action. Aimé Eugène Vanlerberghe fit vendre la propriété aux enchères au tribunal civil de la Seine le 26 août 1837.

#### Le lotissement et les derniers propriétaires (1837-1873)
La chartreuse fut acquise moyennant 1 066 000 francs par un avoué nommé Louveau, agissant pour Armand Langlays, comte de Prémorvan, et Charles Gabriel Émile Dieulouard. Ceux-ci eurent du mal à rassembler la somme considérable à laquelle la propriété leur avait été adjugée. Ils s’associèrent à un troisième homme, Jean-Raphaël Bleuart, ancien député et gros propriétaire. Celui-ci apporta 450 000 francs et les trois hommes formèrent devant notaire, le 4 juin 1838 une « société civile et particulière ayant pour objet la vente en détail de la propriété connue sous le nom de Folie-Beaujon ». Aimé Eugène Vanlerberghe, qui n'avait été payé que du tiers du prix d'adjudication, entama une procédure de folle enchère qui aboutit à une seconde vente. Le 27 février 1840, la chartreuse fut adjugée pour 800 000 francs à un avoué nommé Camaret qui passa déclaration le surlendemain au bénéfice de Bleuart qui, ayant éliminé ses deux associés, se retrouva seul à exécuter la profitable opération de lotissement de la propriété.
Le 14 juillet 1842 fut dressé un cahier des enchères des parcelles découpées sur le domaine. Des rues nouvelles furent tracées : dans l'axe de la avenue Fortunée, une voie rejoignant la rue du Faubourg-Saint-Honoré, d'abord baptisée rue du Moulin-de-la-Chartreuse, mais qui prit très rapidement la dénomination de rue Fortunée puis de rue Balzac dès 1850 ; une rue prenant à revers les maisons sur la rue du Faubourg-Saint-Honoré en prolongeant la rue des Écuries-d'Artois, qui devint dans cette section la rue Berryer.
L'ancienne chartreuse fut divisée en trois lots :
- La parcelle ouvrant no 65 rue des Écuries-d'Artois fut vendue le 27 juillet 1842 pour 19 000 francs à un marchand carrier, Jean-Pierre Laroze.
- L'ancien pavillon des bains (correspondant au no 22 de la rue Balzac), fort délabré car il avait auparavant servi d'atelier à un blanchisseur, fut vendu par Bleuart à Pierre-Adolphe Pelletreau qui le revendit à Honoré de Balzac le 28 septembre 1846. Le prix d'acquisition fut fixé à 32 000 francs payables le 28 septembre 1849 avec un intérêt de 5 %[48]. Balzac versa comptant 18 000 francs « qui sont en dehors du contrat »[49]. Sa veuve, Mme Ève de Balzac, acquitta la facture de 32 800 francs avec les intérêts le 28 septembre 1850.
- La chartreuse elle-même, dont l'entrée se faisait désormais sur le côté correspondant au no 20 de la rue Balzac fut vendue le 26 août 1845 pour 250 000 francs au baron Gudin, peintre de la marine, et son épouse[50]. Ceux-ci s'installèrent dans la chartreuse. Ils agrandirent le domaine par plusieurs acquisitions[51]. Un plan levé le 8 mai 1857 à l'occasion de l'expropriation des terrains sur lesquels allait être percé le boulevard Beaujon[52] montre que la propriété ouvrait alors sur la rue des Écuries-d'Artois par un portail cocher d'où une allée tracée entre deux pelouses conduisait à un premier bâtiment, de peu d'épaisseur, parallèle à la rue. Derrière celui-ci, au fond d'une seconde cour, se trouvait le pavillon construit par Beaujon. Des deux rotondes ajoutées par les Vanlerberghe, seule celle située à l'est avait été conservée. Le côté du pavillon vers l'ouest donnait sur la cour d'entrée du côté de la rue Balzac.

Le 18 juin 1859, Gudin, qui avait fait de mauvaises affaires, dut vendre sa moitié de propriété à son épouse moyennant 600 000 francs. Il fut contraint d'hypothéquer l'immeuble qui fut grevé de plus de 1 200 000 francs de dettes. En définitive, le peintre et sa femme vendirent la propriété le 13 juillet 1867 à l'un de leurs créanciers, Aymard Charles Théodore Gabriel de Nicolay, marquis de Bercy, pour la somme de 1 400 000 francs d'où furent déduits le principal de la créance de 400 000 francs qu'il détenait sur le couple augmenté des intérêts se montant à 48 361,80 francs. Le marquis de Nicolay n'habita pas le pavillon mais le revendit le 28 novembre 1873 à la baronne Salomon de Rothschild, qui habitait alors 25, rue du Faubourg-Saint-Honoré, pour 1 200 000 francs.
La baronne de Rothschild fit raser le bâtiment en 1876 pour confier à l'architecte Léon Ohnet (1813-1874) la construction d'un vaste hôtel moderne. La mort d'Ohnet étant survenue peu après, les travaux furent poursuivis et achevés en 1878 par son élève Justin Ponsard.
La chapelle Saint-Nicolas, qui appartenait à l'Assistance publique, comme dépendance de l'hospice Beaujon, avait été acquise en août 1872 par le comte Georges Mnizsech, gendre de Mme de Balzac. Bien que restaurée en 1856 et 1862, elle avait été transformée sous la Commune, en dépôt de munitions et était en fort mauvais état. Le comte Mnizsech y installa un laboratoire où, féru d'occultisme, il se livrait à des expériences d'alchimie et de magie noire.
En 1875, Mme de Balzac et le comte Mnizsech envisagèrent de transformer l'ancienne maison de Balzac en une sorte de monument à la mémoire de l'écrivain, en la réunissant à la chapelle Saint-Nicolas. Ils projetaient de transformer la rotonde de la chapelle en un atrium circulaire avec une fontaine en son centre autour de laquelle une galerie aurait été décorée de statues et de bustes. Une statue de l'écrivain devait être élevée dans la cour, embellie des colonnes de la chapelle, sous les branchages de l'arbre qu'il y avait planté à l'occasion de son mariage. La façade sur rue devait également être embellie et le pavillon central devait représenter l'apothéose de Balzac sur un bas-relief et s'orner d'une statue dans une niche. Le projet ne reçut qu'un commencement d'exécution.
Le 19 janvier 1882, pour faire face aux dettes contractées par sa fille et son gendre, Mme de Balzac vendit l'hôtel à la baronne Adélaïde de Rothschild pour la somme de 500 000 francs avec une clause prévoyant que l'entrée en jouissance n'interviendrait qu'un mois après sa mort. Elle décéda peu après, le 11 avril suivant. La presse releva alors l'état de délabrement de l'immeuble, que la baronne de Rothschild fit raser en 1890 pour agrandir son jardin.
Quant à la chapelle Saint-Nicolas, dont la baronne de Rothschild avait fait l'acquisition en novembre 1882 pour la somme de 370 100 francs, elle fut rasée et remplacée par la rotonde qui se trouve aujourd'hui à l'angle de la rue Balzac et de la rue du Faubourg-Saint-Honoré. Quatre colonnes d'ordre ionique ainsi qu'un morceau d'entablement provenant du chœur circulaire de l'ancienne chapelle et trois colonnes d'ordre dorique provenant de la nef ont été installées dans le jardin de l'hôtel Salomon de Rothschild.

### Le jardin

#### Le parc d'attractions des jardins Beaujon

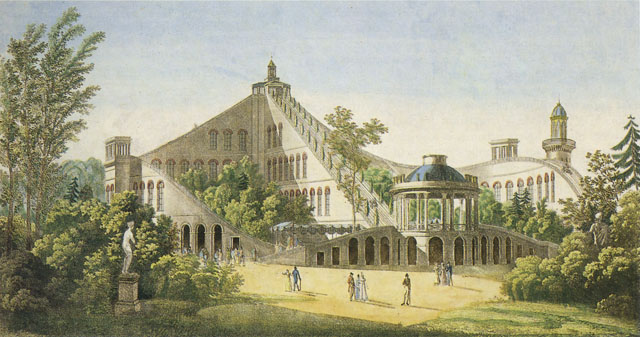
Les « montagnes françaises » à la Folie Beaujon, 1817.

La partie du parc comprise entre l'actuelle avenue de Friedland et l'avenue des Champs-Élysées fut acquise en 1794 par Coopman et transformée en 1801 en un parc d'attractions sous la direction de l'aîné des frères Ruggieri.
Le Moulin-Joli fut conservé comme élément de décor. En 1817, on y construisit des « montagnes françaises », concurrentes des montagnes russes inaugurées l'année précédente dans le quartier des Ternes à l'emplacement de l'actuelle Villa des Ternes. Représentées à de multiples reprises, elles firent l'objet d'un engouement dont témoignent un vaudeville en un acte de Scribe et Dupin, Le Combat des Montagnes ou la folie Beaujon (1817) et l'ouvrage du Dr Cotteret sur Les Promenades aériennes considérées sous le rapport de l'agrément et de la santé (1817). Malgré cela, l'affaire périclita et ferma ses portes en 1824.
En 1825, le jardin Beaujon fut cédé à Michel Moreau, entrepreneur de l'éclairage au gaz des rues de Paris.

#### Le lotissement du quartier de la chartreuse Beaujon
En mars 1825, celui-ci le vend pour 500 000 francs à une Société du quartier de la Chartreuse Beaujon constituée entre trois associés : Jean-Joseph Rougevin, architecte et spéculateur ; Alexandre-Pierre Cottin, ancien notaire à Paris ; et Mme Fortunée Hamelin. Ceux-ci entreprennent de créer à cet endroit un nouveau quartier, sur « la plus belle position de Paris, offrant tout à la fois la vue de l'immense capitale et des campagnes environnantes, jusqu'à Saint-Denis », en détruisant les Montagnes françaises et le Moulin-Joli pour céder la place à des habitations entourées de jardins. Ils lotissent le jardin en 44 lots et procèdent au percement de trois nouvelles voies privées fermées par des grilles à leur extrémité, les rues Chateaubriand et Lord-Byron et l'avenue Fortunée, aujourd'hui rue Balzac.

### Sources
- R. Dupuis, « La chartreuse et le quartier Beaujon », Bulletin de la société de l'histoire de Paris et de l'Île-de-France,‎ 1935, p. 97-132 (lire en ligne)
- Alexandre Gady, in : Béatrice de Andia (dir.) et Dominique Fernandès (dir.), Rue du Faubourg-Saint-Honoré, Paris, Délégation à l'action artistique de la ville de Paris, 1994, 430 p. (ISBN 2-905118-49-0), chap. 191-193 (« Folie Beaujon et Chapelle Saint-Nicolas »), p. 354-363
- Michel Gallet, Les Architectes parisiens du XVIIIe siècle : Dictionnaire biographique et critique, Paris, Éditions Mengès, 1995, 493 p. (ISBN 2-85620-370-1)